# Lysol (álbum)
Lysol es un álbum de estudio de Melvins, lanzado en 1992 por Boner Records.
Lysol fue un disco emblema que abrió el camino para que la banda explore un sonido más accesibles para el público común, así logrando grandes álbumes en la década de los 90's tales como Houdini y Stoner Witch. Fue, además el último publicado con Boner Records antes de firmar con la multinacional Atlantic Records. En la versión de vinilo el álbum fue concebido como una única pista, en la versión de CD se separa en 6 pistas donde 3 son covers (uno de Flipper y dos de Alice Cooper) los cuales fueron reversionados de manera notable. Si algo se destaca en el álbum es "Hung Bunny" con su espectacular introducción drone y "With teeth" que cierra el disco de manera certera.
Boner Records no tenía conocimiento de que Lysol ya era una marca comercial registrada hasta después de haber imprimido las portadas, contraportadas y folletos de promoción. Al solicitar el permiso de la corporación Reckitt Benckiser para poder utilizar el nombre, este fue denegado por lo que Boner lo re-tituló como Melvins y pego una cinta adhesiva negra arriba de la palabra Lysol en las portadas, contraportadas y folletos de promoción, algunas también fueron tapados con tinta negra. Poco después del lanzamiento oficial la cinta adhesiva y la tinta eran retiradas con facilidad por muchos de los fanáticos aunque tratando de quitar la cinta se podían producir daños en la tapa. En las ediciones siguientes se omitió por completo la palabra Lysol.
La portada del álbum es una pintura basada en una escultura de Cyrus Edwin Dallin llamada Appeal to the Great Spirit (es: apelar al Gran Espíritu). La imagen también aparecen en el álbum The Beach Boys in Concert, siendo además el logo de Brother Records. y es la portada de The Time Is Near de los Keef Hartley.

## Lista de canciones
Todas las canciones compuestas por Buzz Osborne, excepto donde lo indica.

| N.º | Título                     | Escritor(es)               | Duración |  |
| 1.  | «Hung Bunny»               |                            | 10:42    |  |
| 2.  | «Roman Dog Bird»           |                            | 7:38     |  |
| 3.  | «Sacrifice»                | Will Shatter               | 6:07     |  |
| 4.  | «Second Coming»            | Alice Cooper               | 1:14     |  |
| 5.  | «The Ballad of Dwight Fry» | Michael Owen Bruce, Cooper | 3:11     |  |
| 6.  | «With Teeth»               |                            | 2:25     |  |

En la versión de vinilo las seis pistas se presentan como una sola canción continua e ininterrumpida.

## Personal
- King Buzzo - guitarra, voz
- Joe Preston - Bajo, coros
- Dale Crover - batería, coros